# Hemistylus macrostachya
Hemistylus macrostachya är en nässelväxtart som beskrevs av Hugh Algernon Weddell. Hemistylus macrostachya ingår i släktet Hemistylus och familjen nässelväxter. Inga underarter finns listade i Catalogue of Life.